# Leslie Southwood
Leslie Frank „Dick“ Southwood (* 18. Januar 1906 in Fulham; † 7. Februar 1986 in Long Wittenham, Oxfordshire) war ein britischer Ruderer.
Southwood schloss sich nach seinem Abschluss an der Latymer Upper School dem Auriol Rowing Club an. Auf Vorschlag von Jack Beresford wechselte er zum Thames Rowing Club nach London.
Bei den Olympischen Spielen 1932 in Los Angeles ruderte Southwood im Einer, belegte nach einem Schulterkrampf aber nur den vierten und letzten Platz im Finale. 1933 gewann Southwood die Wingfield Sculls.
Für die Olympischen Spiele 1936 in Berlin bildete Southwood einen Doppelzweier mit Beresford, die beiden siegten mit sechs Sekunden Vorsprung vor den Deutschen Willi Kaidel und Joachim Pirsch. Southwood und Beresford waren neben dem US-Achter die einzige nicht-deutsche Crew, die in Berlin siegte. 
1939 wurde bei der Henley Royal Regatta aus Anlass des hundertjährigen Bestehens auch ein Wettbewerb im Doppelzweier ausgetragen, Southwood und Beresford kamen gleichauf mit den italienischen Europameistern von 1938 Ettore Broschi und Giorgio Scherli ins Ziel.